# Nachtjagdgeschwader 6
Le Nachtjagdgeschwader 6 (NJG 6) (6e escadre de chasse nocturne) est une unité de chasseurs de nuit de la Luftwaffe pendant la Seconde Guerre mondiale. 

## Opérations
Le NJG 6 combattra sur deux bimoteurs : le Bf 110 et le Ju 88.

## Organisation

### Stab
Le Stab./NJG 6 est formé le 15 septembre 1943 à Schleissheim.
Geschwaderkommodore (Commandant d'escadre) :
| Début             | Fin               | Grade          | Nom                                                      |
| ----------------- | ----------------- | -------------- | -------------------------------------------------------- |
| 10 août 1943      | 8 février 1944    | Major          | Fritz Schaffer                                           |
| 9 février 1944    | 15 mars 1944      | Major          | Heinrich Wohlers (en) (Mort dans le crash de son Bf 110) |
| 16 mars 1944      | 14 avril 1944     | Major          | von Reeken                                               |
| 15 avril 1944     | 12 septembre 1944 | Major          | Heinrich Griese                                          |
| 13 septembre 1944 | 8 mai 1945        | Oberstleutnant | Herbert Lütje (en)                                       |

### I. Gruppe
Formé le 1er août 1943 à aéroport de Mainz-Finthen à partir du IV./NJG 4 avec :
- Stab I./NJG 6 à partir du Stab IV./NJG 4
- 1./NJG 6 à partir de la 10./NJG 4
- 2./NJG 6 à partir de la 11./NJG 4
- 3./NJG 6 à partir de la 12./NJG 4

Le I./NJG 6 est réduit à la 1./NJG 6 le 30 mars 1945 quand le Stab., 2. et 3./NJG 6 sont dissous.
Gruppenkommandeur (Commandant de groupe) :
| Début           | Fin            | Grade     | Nom                    |
| --------------- | -------------- | --------- | ---------------------- |
| 1er août 1943   | 9 février 1944 | Major     | Heinrich Wohlers (en)  |
| 19 février 1944 | 24 avril 1944  | Major     | Heinz Reschke          |
| 26 avril 1944   | 3 juillet 1944 | Hauptmann | Heinz-Martin Hadeball  |
| 12 juillet 1944 | 16 mars 1945   | Major     | Gerhard Friedrich (en) |
| 19 mars 1945    | 8 mai 1945     | Hauptmann | Peter Spoden           |

### II. Gruppe
Formé le 15 septembre 1943 à Neuburg an der Donau avec :
- Stab II./NJG 6 nouvellement créé
- 4./NJG 6 nouvellement créée
- 5./NJG 6 nouvellement créée
- 6./NJG 6 nouvellement créée

Le 30 mars 1945, le II./NJG 6 est réduit à l'unique 4./NJG 6 lorsque le Stab., 5. et 6./NJG 6 sont dissous.
Gruppenkommandeur :
| Début             | Fin             | Grade     | Nom             |
| ----------------- | --------------- | --------- | --------------- |
| 15 septembre 1943 | 14 juillet 1944 | Major     | Rolf Leuchs     |
| 23 juillet 1944   | 8 mai 1945      | Hauptmann | Helmuth Schulte |

### III. Gruppe
Formé le 10 mai 1944 à Haguenau à partir du II./NJG 5 avec :
- Stab III./NJG 6 à partir du Stab II./NJG 5
- 7./NJG 6 à partir du 4./NJG 5
- 8./NJG 6 à partir du 6./NJG 5
- 9./NJG 6 à partir du 5./NJG 5

Le 30 mars 1945, le III./NJG 6 est réduit au 7./NJG 6 lorsque le Stab III., 8. et 9./NJG 6 sont dissous.
Gruppenkommandeur :
| Début          | Fin          | Grade     | Nom                   |
| -------------- | ------------ | --------- | --------------------- |
| 10 mai 1944    | Février 1945 | Hauptmann | Leopold Fellerer (en) |
| Février 1945   | 31 mars 1945 | Hauptmann | Wilhelm Johnen (en)   |
| 1er avril 1945 | 8 mai 1945   | Hauptmann | Karl Floitgraf        |

### IV. Gruppe
Formé le 10 mai 1944 à Otopeni et Zilistea avec :
- Stab IV./NJG 6 nouvellement créé
- 10./NJG 6 nouvellement créée
- 11./NJG 6 nouvellement créée
- 12./NJG 6 nouvellement créée

Le 30 mars 1945, le IV./NJG 6 est réduit à la 10./NJG 6 lorsque le Stab., 11. et 12./NJG 6 sont dissous.
Gruppenkommandeur :
| Début           | Fin             | Grade     | Nom                |
| --------------- | --------------- | --------- | ------------------ |
| Juin 1943       | 26 octobre 1944 | Major     | Herbert Lütje (en) |
| 20 octobre 1944 | 8 mai 1945      | Hauptmann | Martin Becker (en) |

### V. Gruppe
Formé en juin 1943 à Stuttgart-Nellingen avec :
- Stab V./NJG 6 nouvellement créé
- 13./NJG 6 nouvellement créée
- 14./NJG 6 nouvellement créée
- 15./NJG 6 nouvellement créée

En juillet 1943, le V./NJG 6 est renommé III./NJG 2 avec :
- Stab V./NJG 6 devient Stab III./NJG 2
- 13./NJG 6 devient 7./NJG 2
- 14./NJG 6 devient 8./NJG 2
- 15./NJG 6 devient 9./NJG 2

Gruppenkommandeur :
| Début     | Fin          | Grade | Nom              |
| --------- | ------------ | ----- | ---------------- |
| Juin 1943 | Juillet 1943 | Major | Paul Semrau (en) |

### Schulstaffel
Formée le 12 avril 1944 à Schleissheim à partir d'éléments de la NJG 6. Du 12 avril au 26 juin 1944, il est aussi connu comme 5.(Schulstaffel)/NJG 6. En décembre 1944, elle est renommée 16./NJG 6 mais devient Stabsstaffel/NJG 6 le 1er janvier 1945.

## As de la NJG 6
- Martin Becker : 58 victoires sur 58[2]
- Günther Bahr : 36 sur 37[3]
- Gerhard Friedrich : 25 sur 33[4]
- Joseph Kraft : 23 sur 56[5]